# Sanusi Turay
Pour les articles homonymes, voir Sanusi.
Sanusi Turay, né le 14 avril 1968 à Lagos, Nigeria, est un athlète de la Sierra Leone, spécialiste du sprint (60 et 100 m).
Son meilleur temps sur 100 m est de 10 s 25, obtenu à Athens (Géorgie) le 4 mai 1996 et il a réalisé 6 s 68 à Madrid en 1993. Il a participé aux Championnats du monde à Göteborg en 1995 et à ceux de Stuttgart deux ans auparavant. Il a également participé aux Championnats du monde en salle sur 60 m à Séville (1991), à Toronto (1993), à Barcelone (1995) et à Maebashi (1999), en étant toujours classé 7e de sa course. Il a également participé aux Jeux olympiques de Barcelone et d'Atlanta.
C'est le seul représentant de la Sierra Leone à avoir participé, au sein de l'équipe africaine, à une Coupe du monde des nations (celle de La Havane en 1992), où il remporte la médaille de bronze du relais 4 × 100 m. Il remporte la médaille d'argent lors des Jeux panafricains de 1995 (à Harare) et encore une médaille d'argent aux Universiades de 1991.
Il détient le record du relais 4 × 100 m de son pays.